# The Flag Lieutenant (1932)
The Flag Lieutenant é um filme de guerra produzido no Reino Unido e lançado em 1932, remake do filme homônimo de 1926.